# Преграда (город)

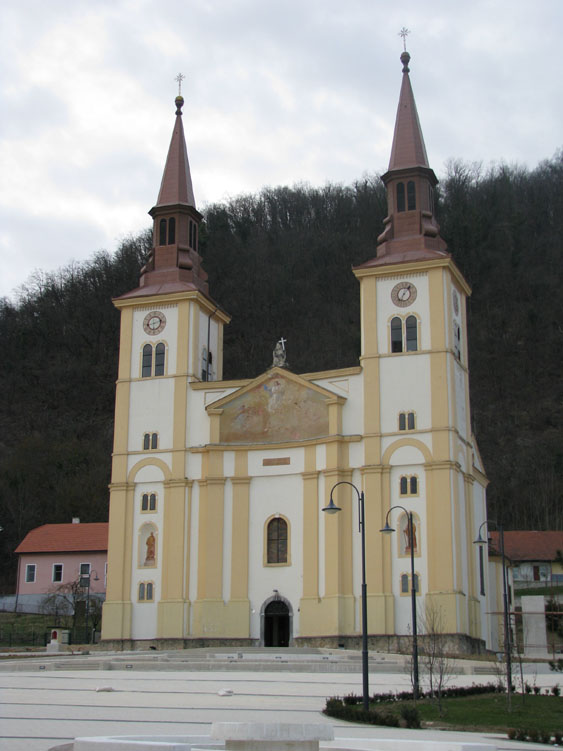
Приходская церковь Вознесения Девы Марии

Пре́града (хорв. Pregrada) — город и община в северо-западной Хорватии, в 16 км к западу от Крапины. Население — 6594 человек в общине и 1828 человека в самом городе (2011). Город находится в Крапинско-Загорской жупании, которая расположена к северу и северо-западу от Загреба и покрывает территорию Хорватского Загорья до границы со Словенией.
Преграда находится в гористой местности западней горного хребта Иваншчица. Автомобильные дороги ведут из города на восток в Крапину, на юг — в Забок и на север, в сторону границы со Словенией и словенского города Рогатец.